# Bdelyrus triangulus
Bdelyrus triangulus är en skalbaggsart som beskrevs av Cook 1998. Bdelyrus triangulus ingår i släktet Bdelyrus och familjen bladhorningar. Inga underarter finns listade.